# Cerradomys goytaca
O Ratinho-goytaca (Cerradomys goytaca) é um roedor pertencente ao gênero Cerradomys. Ganhou este nome por estar restrito à região litorânea do norte fluminense, antiga região dos índios Goytacazes.
Possui a cauda maior que o corpo. Coloração do dorso variando de castanho-escura a castanho-amarelada, com pêlos mais claros nas laterais e limite pouco definido no ventre, que é esbranquiçado ou amarelada. Cauda pouco pilosa. Patas longas e estreitas, geralmente com a superfície superior recoberta de pêlos claros. Quatro pares de mamas: peitoral, pós-axial, abdominal e inguinal.
É uma espécie endêmica às restingas do Norte Fluminense. Está mais associada às moitas arbustivas do que às formações florestadas, sendo capturado tanto no solo como sobre ramos arbóreos, especialmente em árvores de Clusia.